# Pluskær
Pluskær (deutsch: Pluskjer; teilweise auch: Pluskaer geschrieben) ist ein dänischer Ort, der zur  Kirchspielgemeinde (dän.: Sogn) Bov Sogn an der deutsch-dänischen Grenze gehört, die einen Teil der Aabenraa Kommune darstellt.

## Lage
Nordwestlich vom Ort Pluskær liegt der Nachbarort Sofiedal (deutsch: Sophienthal), mit dem gleichnamigen Grenzübergang Sofiedal. Östlich des Ortes liegt das Plantagenwaldgebiet der Frøslev Plantage. Die Straße Pluskærvej (deutsch: Pluskjerweg) erschließt das kleine Straßendorf vollständig. Der sieben Kilometer lange Pluskærvej reicht von der Straße Sofiedalvej bis zum Ort Frøslev, jenseits des Plantagenwaldgebietes. Südlich von Pluskær liegen das Fröslev-Jardelunder Moor und der Ort Wilmkjer, wo sich ein weiterer Grenzübergang befindet.

## Hintergrund
Der Ortsname besteht aus zwei Bestandteilen. Der Ortsnamensbestandteil „kær“ ist im Schleswiger Raum durch verschiedene Ortsnamen in leicht verschiedenen Schreibvarianten zu finden (vgl. auch: Liste schleswigscher Ortsnamen). Das im Dänischen und Norwegischen belegte Wort „Kær“ beziehungsweise „Kjär“ verweist gewöhnlich auf ein mit Gebüsch oder Kratt bewachsenes Moor. Auf einigen Landkarten ist zudem direkt nördlich angrenzend bei Pluskær ein Gebiet namens „Nørrekær“ (Nørre bedeutet nördlich) verzeichnet. Ungefähr zwei Kilometer südlich von Pluskær entfernt liegt an der deutsch-dänischen Grenze das Gebiet „Sønderkær“ (Lage) (Sønder bedeutet südlich), bei dem offensichtlich ein entsprechender namentlicher Zusammenhang zu „Nørrekær“ besteht.
Auf der vom dänischen Generalstab verwendeten Landesaufnahme der Wissenschaftlichen Gesellschaft Dänemarks von 1857/1858 war „Nörrekær“ namentlich verzeichnet, Pluskær jedoch noch nicht. Nach dem Deutsch-Dänischen Krieg wurde das Gebiet, wie die gesamte Region, Teil des Deutschen Kaiserreiches. Auf der Karte der Preußischen Landesaufnahme um 1879 vom Raum Weibek-Medelby war das besagte Gebiet schon detailliert eingezeichnet. Am Pluskærvej waren vier Ställe eingezeichnet. Pluskær und Pluskærvej waren abermals nicht namentlich erwähnt. Nur „Nörrekjär“ war abermals als Gebietsname verzeichnet. Wann exakt Pluskær entstand ist unklar. Auf heutigen Gebietskarten ist neben dem Ort Pluskær hin und wieder auch der Bauernhof Pluskærgård (deutsch: Pluskjergaard) eingetragen. Das Wort „Ga(a)rd“ ist die Bezeichnung für einen Hof. Häufig tragen die ältesten Höfe eines Ortes den jeweiligen Ortsnamen. Nach der Volksabstimmung in Schleswig im Jahr 1920 kam das Gebiet von Pluskær ebenfalls nach Dänemark. Danach wurden offenbar für die dänische Grenzgendarmerie Häuser am Pluskærvej eingerichtet. Überliefert ist auch, dass mindestens ein Bauernhof bei Pluskær in den 1920er Jahren mit Hilfe staatlicher Förderungen errichtet wurde.
Während des Zweiten Weltkrieges wurde die südlich gelegene Stadt Flensburg mehrfach von Alliierten Bombern angegriffen. Daher wurden beim benachbarten Kragelund im Jahr 1942 erste Flugabwehrgeschütze für die Luftverteidigung Flensburgs aufgestellt. Nach und nach wurden weitere militärische Anlagen in der Umgebung aufgebaut. In der Straßengabel im westlichen Teil von Pluskær wurde so auch in der Weltkriegszeit eine Scheinwerferposition mit zugehörigen Unterkunftsgebäuden für Wehrmachtssoldaten eingerichtet (Lage).
Pluskær gehört heute (genauso wie Frøslev und Bov) zur Stadt Padborg. So wurde dem Ort auch die Postleitzahl 6330 von Padborg zugewiesen. Im Ort sind unter anderem ein Schweinezuchtbetrieb und ein Pferdehof ansässig. Der dänische Storchenverein richtete außerdem im Jahr 2020 ein Storchennest im Ort ein. Eine Buslinie verbindet den Ort Pluskær mit dem eigentlichen Padborg, mit Frøslev, Bov, Vejbæk, Fårhus und Kragelund.